# Эффект Баумоля
Эффект Баумоля (англ. Baumol effect), также «болезнь издержек» Баумоля (англ. Baumol's cost disease), — эффект повышения заработной платы на рабочих местах без повышения производительности труда в ответ на повышение заработной платы на других рабочих местах, где имел место рост производительности труда. Выявленная закономерность была предложена американскими экономистами Уильямом Баумолем и Уильямом Боуэном в 1966 году.

## История
Эффект был описан американскими экономистами Уильямом Баумолем и Уильямом Боуэном в работе «Исполнительское искусство, экономическая дилемма: исследование проблем, общих для театра, оперы, музыки и танца» в 1966 году.

## Сущность эффекта
У. Баумоль и У. Боуэн в работе приводят пример, что в XX веке для исполнения струнного квартета Бетховена требуется такое же количество музыкантов, как и в XIX веке. Производительность исполнения классической музыки не увеличилась, а реальная заработная плата музыкантов (как и во всех других профессиях) значительно возросла с XIX века. Повышение заработной платы на рабочих местах без повышения производительности труда происходит из-за необходимости конкурировать за работников с рабочими местами, которые уже получили прибыль и поэтому могут платить более высокую заработную плату. Рост общей факторной производительности недоступен для сектора исполнительских искусств, поскольку потребляемым товаром является сам труд. Пока рост цен на исполнительское искусство компенсируется повышением уровня жизни и увеличением расходов потребителей на развлечения. У. Баумоль отмечает, что растущая производительность даже в других отраслях в целом означает, что общество может позволить себе больше всего — несмотря на растущие издержки.

## Применение модели
С помощью эффекта Баумоля описывают последствия отсутствия роста производительности труда в государственном секторе экономики (на госслужбе, в государственных больницах и университетах). В трудоёмких секторах, которые в значительной степени зависят от нерегулярного человеческого взаимодействия или деятельности, таких как здравоохранение, образование или исполнительское искусство, производительность труда со временем росла меньше. Медсёстрам сегодня требуется столько же времени, чтобы сменить повязку, или преподавателям — столько же времени, чтобы оценить эссе. Эти виды деятельности ещё не автоматизированы и зависят от движений человеческого тела. В других отраслях, производящих товары, связанные с рутинными задачами, рабочие постоянно становятся более производительными благодаря технологическим инновациям в их инструментах и оборудовании.

### Государственный сектор
Кроме этого У. Баумоль в своей работе за 1967 год отметил, что спрос на продукцию сектора будет зависеть от относительной цены этой продукции и от дохода. Рост цены ведёт к падению спроса, а повышение дохода — к росту. Рост государственных расходов будет более быстрым в сферах деятельности, где спрос на продукцию наиболее эластичен по доходу и наименее эластичен по цене. Государственный сектор является трудоёмким и его выпуск является услугами, а не товарами. Если ценовая эластичность спроса на услуги госсектора низка, производительность возрастает только в частном секторе, и давление рынка труда приводит к единообразному увеличению зарплаты, то расходы госсектора будут расти относительно расходов частного сектора.
У. Баумоль в своей работе «Исполнительские искусства» отмечает необходимость в рамках «болезни издержек» государственного субсидирования искусства, образования, культуры большего размера, чем средний рост общего уровня цен. Однако, российский экономист А. Я. Рубинштейн отмечает, что хоть производительность труда в организациях исполнительских искусств России имеет устойчивую понижательную тенденцию, оплата труда в организациях отстаёт или догоняет в отдельные моменты времени рост средней заработной платы в экономике. Делает вывод, что театры и концертные организация не способны окупать себя за счёт основной деятельности — требуется государственное субсидирование. Есть и другое мнение, российский экономист В. Л. Тамбовцев считает, что если соответствующий сегмент рынка качественных эстетических благ достаточно велик, то продажа  билетов по  равновесным ценам будет вполне покрывать издержки, и «болезнь издержек» излечится сама собой. Если платёжеспособный спрос невелик, то производитель данных благ должен будет уйти с данного рынка или перейти на рынок массового спроса.

### Образование
Россия
В сфере высшего образования России на расширяющихся рынках (когда их поведение было сопоставимо с поведением коммерческих предприятий) негативные последствия эффекта Баумоля не проявлялись, но с 2006 года в рамках сжимающегося рынка вузы стали испытывать дефицит доходов, что приводит к неэффективности, в вузах никак не сдерживают рост цен, а, наоборот, стимулируют их.
Метавселенная

Существует мнение, что действие эффекта Баумоля в образовании может быть уменьшено за счет внедрения технологий метавсленной. По мнению американского эксперта Мэттью Болла: 
3D-рендеринг в режиме реального времени помогает современным учителям перенести класс (и учеников) куда угодно, виртуальные симуляции способны значительно обогатить процесс обучения.